# 英國軍事管制區 (婆羅洲)
英國軍事管制區 (BMA) 為英屬婆羅洲在第二次世界大戰結束後，到1946年砂拉越直轄殖民地與北婆羅洲直轄殖民地建立之前的過渡政府。從1945年9月12日創立，到1946年7月15日解散。英軍暫時性的軍政統治也包含了纳閩，軍事管制區的總部所在地。總部主要由澳大利亞帝國部隊（AIF）管理。